# Tom Rachman
Tom Rachman (nascido em 1974 em Londres) é um jornalista e escritor anglo-canadense. Seu primeiro livro é Os Imperfeccionistas, que figurou nas principais listas de melhores livros de 2010, incluindo a lista de livros notáveis do The New York Times, na lista de melhores livros do Washington Post, livro do ano do The Economist e outras.
Tom nasceu em Londres, mas cresceu em Vancouver. Estudou na Universidade de Toronto e graduou-se na Escola de Jornalismo da Universidade de Columbia. Trabalhou como jornalista para a Associated Press no Japão, Coreia do Sul, Turquia, Egito e outros lugares. Foi editor do International Herald Tribune em Paris. Atualmente, mora em Londres, onde escreve seu segundo livro. É irmão do colunista do Financial Times Gideon Rachman.